# 依斯邁·阿都拉曼
敦依斯迈·阿都拉曼（1915年11月4日—1973年8月2日），马来西亚第二任副首相，曾任巫統副主席、马来西亚内政部部长、馬來亞聯合邦驻美国大使，並常駐聯合國。位于吉隆坡的敦依斯迈花园（Taman Tun Dr Ismail）便是以他的名字命名。

## 生平
- 1915年11月4日，出生于柔佛新山。
- 1951年，被选为巫统副主席。
- 1955年，馬來亞聯合邦自治政府成立後，成為首任天然资源部长
- 1957年，馬來亞聯合邦独立后，出任常駐聯合國大使。
- 1959年，出任外交部長。
- 1960年，轉任國安部長兼內務部長。
- 1964年，繼任內政部長兼司法部長。
- 1966年，獲授予护国领袖荣誉勋章及“敦”頭衔。
- 1967年，辞去政府职位。
- 1969年，復任內政部長。
- 1970年，被委任为第二任副首相兼內政部長。
- 1973年8月2日，因心脏病发作去世。